# Corbichonia rubriviolacea
Corbichonia rubriviolacea är en tvåhjärtbladig växtart som först beskrevs av Hans Christian Friedrich, och fick sitt nu gällande namn av Charles Jeffrey. Corbichonia rubriviolacea ingår i släktet Corbichonia, och familjen Lophiocarpaceae. Inga underarter finns listade i Catalogue of Life.